# Milieu poreux bi-structuré
 (décembre 2023).
Si vous disposez d'ouvrages ou d'articles de référence ou si vous connaissez des sites web de qualité traitant du thème abordé ici, merci de compléter l'article en donnant les références utiles à sa vérifiabilité et en les liant à la section « Notes et références ».
Un milieu poreux bi-structuré est un milieu comportant deux régions de caractéristiques physiques différentes (porosité, perméabilité, tortuosité, etc.). Cette terminologie englobe les notions de milieux à double porosité ainsi que les milieux fracturés, c'est-à-dire à la fois fissurés et poreux. Plus généralement, on peut qualifier de bi-structurés tout matériau poreux dont le champ de vitesse local présente de fortes hétérogénéités (dues à son amplitude et/ou son orientation). Il permet également de qualifier certains dispositifs industriels comme les filtres à particules ou encore les garnissages structurés équipant des colonnes de distillation.

## Modélisation
En raison de cette double structure, la loi de Darcy, qui permet habituellement d'évaluer les pertes de charge d'un fluide traversant un milieu poreux saturé à faible débit, peut s'avérer inadéquate. Des modèles plus élaborés, comme celui de Barenblatt et Zheltov, distinguent les pressions et les vitesses moyennes dans chaque structure et permettent alors une meilleure prédiction de l'écoulement.